# ドン・ウン・ロマン
ドン・ウン・ロマン（Dom Um Romão、1925年8月3日 - 2005年7月27日）は、ブラジルのドラマーおよびパーカッション奏者である。ボサノヴァのリズムをジャズに持ちこんだ、最初期のドラマーの一人として知られる。

## 来歴
1940年代後半よりプロのドラマーとして活動し、1955年には自身のグループ「コパ・トリオ」を結成。1961年、セルジオ・メンデス率いる「ブラジリアン・ジャズ・セクステット」に加入し、1962年にはカーネギー・ホールで開催された「ボサノヴァ・フェスティヴァル」にメンデスの「ボサ・リオ・セクステット」の一員として出演、同年にはキャノンボール・アダレイのアルバム『キャノンボールズ・ボサ・ノヴァ』の録音に参加した。1964年、初のリーダー・アルバム『Dom Um』を発表。その他、1960年代前半にはジョルジ・ベン、フローラ・プリムなどのアルバムにも参加している。
1965年に渡米してからは、メンデスとの活動を継続し、その傍ら、フランク・シナトラとアントニオ・カルロス・ジョビンの共演アルバム『シナトラ&ジョビン』（1967年）を含む多数の作品にセッション・ミュージシャンとして参加した。1970年、セルジオメンデス＆ブラジル'66大阪万博公演に参加した。1971年、アイアート・モレイラの後任としてフュージョン・バンドのウェザー・リポートに加入。1972年、アメリカ・デビュー作に当たるリーダー・アルバム『ドン・ウン・ロマン』をミューズ・レコードから発表。
ロマンは2005年7月24日、レコーディング中に脳卒中を患い、27日にリオデジャネイロで死去した。

## ディスコグラフィ

### リーダー・アルバム
- Dom Um (1964年、Phillips)
- 『ドン・ウン・ロマン』 - Dom Um Romão (1972年、Muse)
- Spirit of the Times (1973年、Muse)
- Braun-Blek-Blu (1974年、Happy Bird)
- Hotmosphere (1977年、Pablo)
- Om (1978年、JAPO/ECM)[6]
- 『パーカッション・プロファイルズ』 - Percussion Profiles (1978年、JAPO/ECM) ※ジャック・ディジョネット、ピエール・ファーヴル、フレディ・スチューダー、デヴィッド・フリードマン、ジョルジュ・グルンツ連名
- Samba de Rua (1990年、Vogue Records)
- Saudades (1993年、Waterlilly)
- Rhythm Traveller (1999年、JSR/Natasha)
- 『レイク・オブ・パーサヴィアランス』 - Lake of Perseverance (2001年、JSR/Irma)
- Nu Jazz meets Brazil (2002年、JSR/Cuadra)

### 参加アルバム
キャノンボール・アダレイ
- 『キャノンボールズ・ボサ・ノヴァ』 - Cannonball's Bossa Nova (1962年、Riverside)

ハービー・マン
- 『ドゥ・ザ・ボサ・ノヴァ』 - Do the Bossa Nova with Herbie Mann (1962年、Atlantic)
- 『ラテン・フィーヴァー』 - Latin Fever (1964年、Atlantic)
- 『ブラジル・ワンス・アゲイン』 - Brazil: Once Again (1977年、Atlantic)

ジョルジ・ベン
- 『サンバ・エスケーマ・ノーヴォ』 - Samba Esquema Novo (1963年、Phillips)

フローラ・プリム
- Flora é M.P.M. (1964年、RCA)

ジョアン・メイレレス
- 『オ・ソン』 - O SOM (1964年) ※メイレレス&オス・コパ5 (Meirelles e Os Copa 5)名義

アストラッド・ジルベルト
- 『ルック・トゥ・ザ・レインボウ』 - Look to the Rainbow (1966年、Verve)
- 『ジルベルト・ウィズ・タレンタイン』 - Gilberto with Turrentine (1971年、CTI) ※with スタンリー・タレンタイン

トニー・ベネット
- The Movie Song Album (1966年、Columbia)

アントニオ・カルロス・ジョビン
- 『波』 - Wave (1967年、Reprise)

フランク・シナトラ&アントニオ・カルロス・ジョビン
- 『シナトラ&ジョビン』 - Francis Albert Sinatra & Antônio Carlos Jobim (1967年、Reprise)

ウェザー・リポート
- 『アイ・シング・ザ・ボディ・エレクトリック』 - I Sing the Body Electric (1972年、Columbia)
- 『ライヴ・イン・トーキョー』 - Live in Tokyo (1972年、Columbia)
- 『スウィートナイター』  - Sweetnighter (1973年、Columbia)
- 『ミステリアス・トラヴェラー』 - Mysterious Traveller (1974年、Columbia)

ブラッド・スウェット・アンド・ティアーズ
- 『ミラー・イメージ』 - Mirror Image (1974年、Columbia)

ロン・カーター
- 『イエロー&グリーン』 - Yellow & Green (1976年、CTI)

ユセフ・ラティーフ
- 『ドクター・イズ・イン…アンド・アウト』 - The Doctor is In... and Out (1976年、Atlantic)

コリン・ウォルコット
- 『グレイシング・ドリームズ』 - Grazing Dreams (1977年、ECM)

ロバート・パーマー
- 『HEAVY NOVA』 - Heavy Nova (1988年、EMI)

Peter Giger and Family of Percussion
- Mozambique meets Europe (1992年、B&W music)

ジョー・デラニー
- One Soulful Cat (1993年、Island Jazz)